# Delimara torony
A  Delimara torony (máltaiul:  Torri ta' Delimara ), eredetileg Torre della Limara  kis őrtorony volt a máltai Marsaxlokk határában a Delimara Point csúcsán. A szigetek partvédelmi hálózatának részeként a máltai lovagrend 58. nagymestere, Martín de Redín összesen tizenhárom szabványos kialakítású – négyzetes alaprajzú, kétszintes, lapostetős, tetején egy apró lőportoronyból álló – kisméretű erődtornyot építtetett, amelyek sorában ez volt a tizedik; 1659-ben készült el. Látóterében északkeleten a Xrobb l-Għaġin torony, délnyugaton pedig a Bengħisa torony állt. A Delimara torony érdekessége, hogy dobólyukak is voltak rajta. Az alsó szintet támpillérrel erősítették meg, ami szerkezeti gyengeségre utal. Hasonló támpillér látható a Triq il-Wiesgħa toronyban is.
1793-ban tüzérségi üteget építettek mellé, amelyet a 19. században a toronnyal együtt elbontottak, hogy megtisztítsák a közelben épülő Delimara erőd tűzvonalát.

## Fordítás
Ez a szócikk részben vagy egészben  a    Delimara Tower című angol Wikipédia-szócikk fordításán alapul.  Az eredeti cikk szerkesztőit annak laptörténete sorolja fel. Ez a jelzés csupán a megfogalmazás eredetét és a szerzői jogokat jelzi, nem szolgál a cikkben szereplő információk forrásmegjelöléseként.